# Улица Савицкого (Кривой Рог)
Улица Савицкого (укр. Вулиця Савицького) — улица в Ингулецком районе города Кривой Рог.

## История
Застройка проходила в 1954—1956 годах. Сформировалась в середине 1960-х годов. До 1975 года называлась 1-й Гражданский переулок, затем Гражданская улица, улица Гайдара. В 1995 году переименована в «улицу Савицкого». Названа в честь Ивана Ивановича Савицкого — Героя Социалистического Труда, директора ЮГОКа.

## Характеристика
Расположена в жилом массиве Южного ГОКа, между Южным проспектом и улицей Подлепы. Застроена 3—4-этажными домами. На улице расположен стадион Южного ГОКа и парк ЮГОКа имени Савицкого. Длина 250 м.
В доме № 1 проживал Емельянов Николай Петрович, Герой Социалистического Труда, машинист экскаватора ЮГОКа, в доме № 3 — Савицкий Иван Иванович, в доме № 5 — Мироненко Валентин Карпович, Герой Социалистического Труда, машинист экскаватора ЮГОКа.